# Ново-Хумаринский
Ново-Хумари́нский (кабард.-черк. Хъумэрэн цӏыкӏу) — аул в Хабезском районе Карачаево-Черкесской Республики. 
Входит в состав муниципального образования «Бавуковское сельское поселение».

## География
Аул расположен в северо-восточной части Хабезского района, на правом берегу реки Малый Зеленчук. Находится в 22 км к северо-востоку от районного центра Хабез, и в 14 км к западу от города Черкесск, на трассе Р265 Черкесск—Архыз.
Граничит с землями населённых пунктов: Бавуко на юге, Псаучье-Дахе на юго-западе и Абазакт на севере.
Населённый пункт расположен в предгорной зоне республики. Рельеф местности представляет собой холмистую равнину. Терраса имеет общий уклон с востока на запад в сторону долины реки. Средние высоты на территории аула составляют 551 метров над уровнем моря.
Гидрографическая сеть в основном представлена рекой Малый Зеленчук и его малым притоком Чальтауч.
Климат влажный умеренный. Среднегодовая температура воздуха составляет около +10°С. Наиболее холодный месяц — январь (среднемесячная температура –2°С), а наиболее тёплый — июль (среднемесячная температура +21°С). Заморозки начинаются в начале декабря и заканчиваются в начале апреля. Среднее количество осадков в год составляет около 720 мм в год. Основная их часть приходится на период с апреля по июнь.

## История
Руководством Черкесской автономной области, по предложению земельного комитета под руководством Асламбека Калмыкова было принято решение о расселении густонаселенных пунктов, на пустующие земли Хабезского и Адыге-Хабльского районов, благодаря которому на карте появились 7 новых аулов, в том числе и аул Ново-Хумаринский.
Первыми в местность в 12 км к западу от станицы Баталпашинской, начали переселяться жители из аула Хумара.
Так весной 1926 года на быках, на лошадях со скарбом, со своими семьями и имуществом переехали:
- братья Астежевы — Джамбот, Нух, Худ, Масхуд, Махмуд, Татлустан;
- братья Дугужевы — Алий, Гузер, Муталиб, Зулкарней;
- братья Дышековы — Нагой, Нагой-Мурза, Магомет, Ахмед, Хаджи-Бекир, Алий, Умар;
- братья Ешеровы — Курман, Алий, Асхад;
- братья Коблевы — Сагид, Исмаил;
- братья Джегутановы — Махмуд, Ибрагим;
- Сагов Нарик;
- Лехов Магомед;

Они остановились прямо в поле возле речушки Чальтауч. Позднее переселенцы отступили к реке Малый Зеленчук, где и было основано поселение. Новое населённый пункт, переселенцами было названо Ново-Хумаринский.
С 1927 года к аулу присоединились Хахандуковцы (ныне аул Али-Бердуковский):
- Тлимахов Хотита с сыновьями Муссой, Тхазартали, Магометом;
- Братья Шебзуховы — Айса, Яхья, Хаджи-Мусса;
- Братья Дауровы — Махмуд, Хамид, Ахмед;
- Братья Нанаевы — Нух, Меджид, Мусса, Даут, Тал;
- Братья Шоровы — Хота, Газиз, Айса, Мурат;
- Братья Нахушевы — Магомет, Исмаил;
- Братья Огурлиевы — Алимурза, Абубекир;
- Махов Мусса;
- Кештов Закирья;
- Хакиров Якуб.

В те же годы поселились и выходцы из аула Псаучье-Дахе:
- Братья Абраюковы — Рамазан, Эреджиб, Зулкарней;
- Лиев Крым с сыновьями;
- Братья Аджиевы — Азамат и Хаджи-Мусса;
- Киков Аслан-Мурза.

Затем в послевоенные годы в аул поселились — Теувовы, Кумратовы, Матакаевы, Кешоковы, Цеевы, Сакиевы, Мижевы и другие.
Именно в ауле Ново-Хумаринск появился первый в области радиоузел, детский сад. Здесь открыли начальную школу, медпункт, клуб, наладили телефонную связь и построили мельницу…
Но мирную жизнь в одночасье оборвала война, и маленький аул, насчитывавший всего 60 дворов, проводил на фронт 61 бойца, которые мужественно сражались за Победу на разных фронтах. За свои ратные подвиги орденами и медалями были награждены Астежевы Алий, Джамбот, Джагафар; Шоровы Мухадин и Меджид; Кештов Меджид; Ибрагим и Мусса Тлимаховы. О Ново-Хумаринце Яхье Нахушеве написали в своей книге «Марухский перевал» Попутько и Гнеушев.
Из 61 жителя с войны не вернулось 34 ново-хумаринца. В ауле не было практически ни одной семьи, не потерявшей кого-то из близких, и в память о павших и о тех кто вернулся с войны, но умер от полученных ран, аульчане установили обелиски, а на аллее Славы шумят орешники. Их ровно столько, сколько пало аульчан на полях сражений Великой Отечественной войны.
В 1957 году аул Ново-Хумаринский административно включён в состав Бавуковского сельсовета.

## Население
| 2002 | 2010 | 2021 |
| ---- | ---- | ---- |
| 396  | ↗410 | ↗440 |

Национальный состав
По данным Всероссийской переписи населения 2010 года:
| Народ   | Численность, чел. | Доля от всего населения, % |
| ------- | ----------------- | -------------------------- |
| черкесы | 368               | 89,8 %                     |
| абазины | 14                | 3,4 %                      |
| другие  | 28                | 6,8 %                      |
| всего   | 410               | 100 %                      |

По данным Всероссийской переписи населения 2021 года:
| Народ               | Численность, чел. | Доля от всего населения, % |
| ------------------- | ----------------- | -------------------------- |
| черкесы             | 417               | 94,77 %                    |
| карачаевцы          | 7                 | 1,59 %                     |
| абазины             | 5                 | 1,14 %                     |
| другие / не указано | 11                | 2,50 %                     |
| всего               | 440               | 100,0 %                    |

## Инфраструктура
Основные объекты социальной инфраструктуры как школа, детский сад и прочее, являются общими с посёлком Бавуко.
В ауле действует одна участковая больница.

## Экономика
Основную роль в экономике аула играет один из крупнейших совхозов республики — совхоз «Черкесский», центральная усадьба которого расположена в посёлке Бавуко.

## Улицы
Улицы
| 70 лет Победы |
| Восточная     |
| Дышекова      |

| Набережная |
| Новая      |
| Северная   |

| Спортивная  |
| Хабекова    |
| Хапсирокова |

Переулки
| Дружный       |
| Кооперативный |

| Садовый |

| Совхозный |

## Известные уроженцы
- Дауров Джагафар Ахмедович — черкесский писатель, журналист. Член Союза журналистов СССР и России.